# Luis Orgaz Yoldi

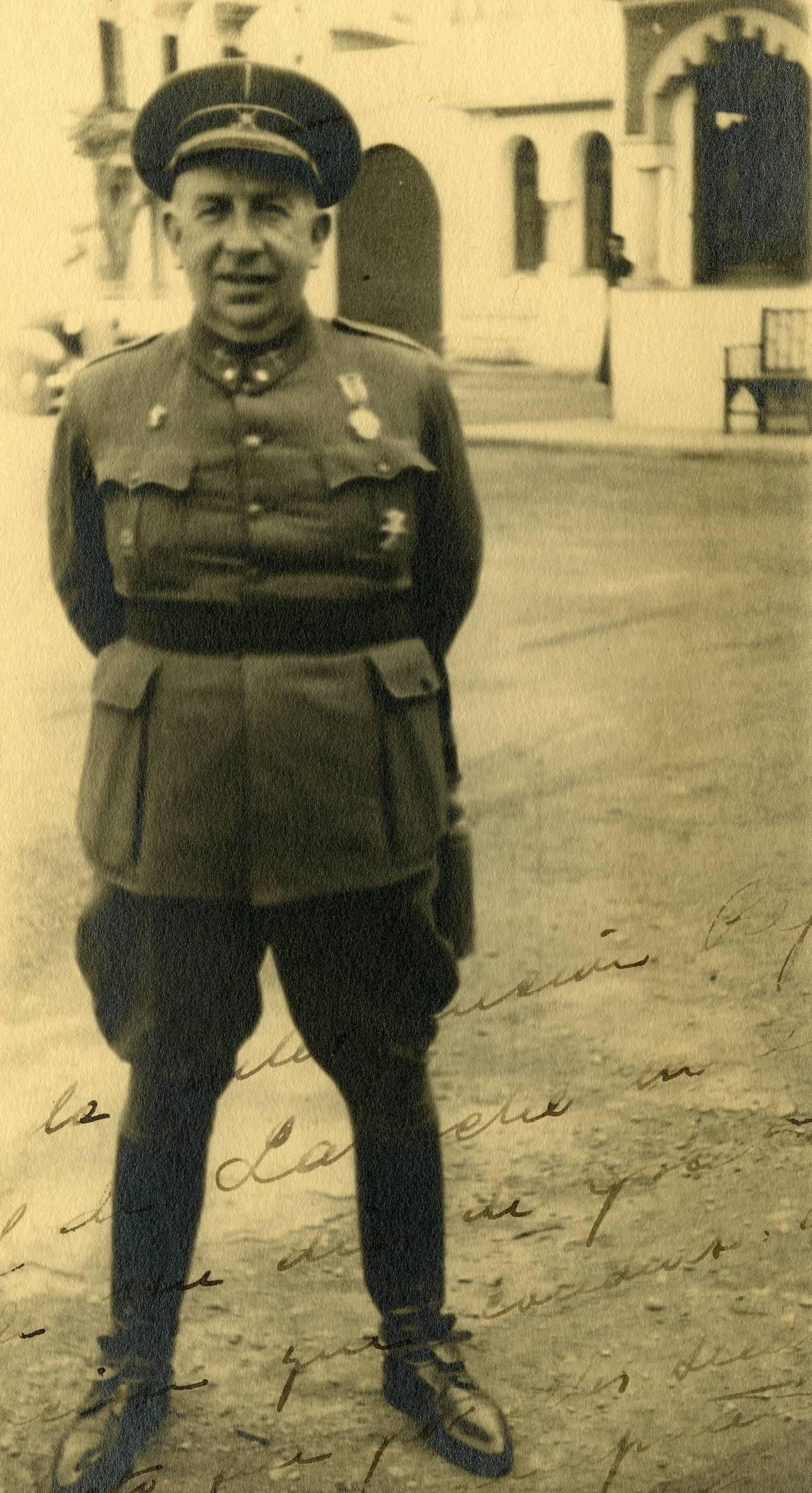
Luis Orgaz Yoldi (ca. 1941)

Luis Orgaz Yoldi (* 28. Mai 1881 in Vitoria-Gasteiz; † 31. Januar 1946 in Madrid) war 1936 und von 1941 bis 1945 Alto Comisario de España en Marruecos (Spanisch-Marokko).

## Biografie
Seit 1919 wurde Orgaz beim Protektionsheer in Spanisch-Marokko eingesetzt. Im November 1923 wurde er zum Oberst befördert. Im Dezember 1923 wurde er in das Marokkobüro im Amt des Präsidenten der Regierung in Madrid berufen. Im März 1926 kam Orgaz einen Monat nach Tetuan zurück und kehrte anschließend als Oberst der Inspección General de Intervención Militar nach Madrid zurück, wo er bis Juni 1927 blieb, und anschließend wurde er zum Brigadegeneral befördert und in die Dirección General de Marruecos y Colonias versetzt.

### Tertulia de Francisco Franco
Bei seinen Aufenthalten in Madrid war Orgaz, zusammen mit den Protektoratsmilitärs José Millán Astray, Emilio Mola, José Enrique Varela und Juan Yagüe, Stammtischbruder von Francisco Franco. Franco wurde unter der Diktatur von Miguel Primo de Rivera, welche der monarchistischen Verfassung widersprach, aber von König Alfons XIII. gebilligt wurde, am 3. Februar 1926 zum General befördert.
Mitte Juni 1931 wurde Orgaz und der General Emilio Barrera y Luyando (1869–1936), im Zusammenhang mit einem Putschversuch von José Sanjurjo, unter Hausarrest gestellt. 1931 wurde Orgaz auf die Kanarischen Inseln deportiert und er blieb dort, bis er im Juli 1932 in das Gefängnis von Madrid verbracht wurde. Dort verbüßte er eine Strafe wegen Konspiration gegen die Republik.
Im Mai 1933 wurde er, mit der Auflage in Madrid zu bleiben, auf freien Fuß gesetzt. 
Nach dem Wahlsieg der Frente Popular im Februar 1936 wurde Orgaz auf Grund konspirativer Aktivitäten wieder auf die Kanarischen Inseln deportiert, wo er aber Bewegungsfreiheit hatte.

### Putsch der Unión Militar Española
Beim Putsch der Unión Militar Española am 18. Juli 1936 war er unbedingter Unterstützer von Francisco Franco. Nachdem Franco vom MI6 nach Tetuan geflogen worden war, übernahm Orgaz den Oberbefehl über die Kanarischen Inseln. Ende September 1936 flog Orgaz nach Spanisch-Marokko, wurde Alto Comisario de España en Marruecos und organisiert erfolgreich die Rekrutierung von marokkanischen Söldnern, die in Spanien schnell aufgebraucht wurden.
Im November 1936 scheitert der Überfall von Varela auf Madrid. Worauf Franco sein Heer reorganisierte: Emilio Mola bekam den Oberbefehl über die Putschisten im Norden und Orgaz 
bekam den Oberbefehl über die Putschisten an der Front von Madrid.
Durch ein Dekret vom 18. Dezember 1936 wird Orgaz zum Divisionsgeneral befördert und für das Ausheben von Truppen, Anweisungen und Neuformierung zuständig.
Mit Waffenhilfe aus dem Deutschen Reich und dem faschistischen Italien versuchten die Putschisten einen erneuten Angriff auf Madrid, bei welchem Orgaz an Weihnachten 1936 verletzt wurde und seinen Oberbefehl abgeben musste. Vom November 1938 bis zum Ende des Bürgerkriegs im April 1939 erhält Orgaz den Oberbefehl über die Putschisten in Ostspanien.

### Capitán General de Cataluña
Mit einem Dekret vom 15. Mai 1939 wurde Orgaz Generalleutnant. 
Von 1939 bis 1941 leitete Orgaz als Capitán General de Cataluña die Capitanía General de Cataluña. Orgaz war einer der 30 Generäle, welche für den Nichteintritt Spaniens in den Zweiten Weltkrieg über Juan March bezahlt wurden.

### Alto Comisario de España en Marruecos
Am 15. Juni 1940 hatte die Kriegskonjunktur einen günstigen Moment für die Truppen der nazi-faschistischen Achse. Deshalb ließ Orgaz auf Befehl Francos, die bis dahin internationale Stadt, Tanger besetzen.
Nach der erfolgreichen Landung von US-Truppen in Nordafrika setzte sich Orgaz mit George S. Patton in Verbindung.

### Monarchist
Mit dem Scheitern der Achse im Zweiten Weltkrieg wurde versucht, die Monarchien in Griechenland und Spanien zu restaurieren. Der Sohn von Alfons XIII., Don Juan de Borbón, der Vater von Juan Carlos und der Schwiegervater von Sophia von Griechenland sollte in Spanien König werden. Im Juni 1943 sandte Orgaz mit Weiteren einen entsprechenden Brief an Franco. Franco missbilligte diesen Versuch und veranlasste seinen Minister José Luis Arrese Magra, den Befürwortern des Vorschlages mit Amtsenthebungsbriefen zu antworten.
Am 8. September 1943 richteten Orgaz mit sieben weiteren Generalleutnants: Varela, Fidel Dávila Arrondo, José Solchaga Zala (1881–1953), Alfredo Kindelán Duany, Andrés Saliquet Zumeta, José Monasterio Ituarte (1882 Palma de Mallorca-1952 Valencia,) und Miguel Ponte y Manso de Zúñiga eine Petition an Franco, in welcher sie baten, angesichts anderer Niederlagen, die spanische Politik neu auszurichten. Die Petition wurde durch Varela überbracht, wofür ihm Franco seinen Befehlsstab nahm. Franco ließ sich nichts anmerken, handelte aber nach Niccolò Machiavelli: „In einer Familie dem Sohn das Erbe streitig machen ist für den Fürsten gefährlicher als den Familienvater hinrichten zu lassen.“

### Generalstab
Im März 1945 wurde Orgaz durch Varela als Alto Comisario de España en Marruecos abgelöst und in den Generalstab nach Madrid berufen, wo er offiziell an einer Embolie starb.
Im Boletín Oficial del Estado (B.O.E.) nº 119 vom 29. April 1946, wurde das Gesetz vom 27. April 1946 veröffentlicht, in welchem der Witwe von Orgaz eine Pension zugesprochen wurde.